# 膝爪显柱乌头
膝爪显柱乌头（学名：Aconitum stylosum var. geniculatum）为毛茛科乌头属下的一个变种。

## 扩展阅读
- 維基物種上的相關：膝爪显柱乌头